# Communauté de communes de la Brie Champenoise
Die Communauté de communes de la Brie Champenoise ist ein französischer Gemeindeverband mit der Rechtsform einer Communauté de communes im Département Marne in der Region Grand Est. Sie wurde am 30. Dezember 1996 gegründet und umfasst 20 Gemeinden (Stand: 1. Januar 2020). Der Verwaltungssitz befindet sich in der Gemeinde Montmirail.

## Historische Entwicklung
Mit Wirkung zum 1. Januar 2020 verließ die Gemeinde Margny die Communauté de communes des Paysages de la Champagne und schloss sich diesem Gemeindeverband an.

## Mitgliedsgemeinden
| Gemeinde                                      | Einwohner 1. Januar 2022 | Fläche km² | Dichte Einw./km² | Code INSEE | Postleitzahl |
| --------------------------------------------- | ------------------------ | ---------- | ---------------- | ---------- | ------------ |
| Bergères-sous-Montmirail                      | 145                      | 10,52      | 14               | 51050      | 51210        |
| Boissy-le-Repos                               | 233                      | 15,30      | 15               | 51070      | 51210        |
| Charleville                                   | 260                      | 17,67      | 15               | 51129      | 51120        |
| Corfélix                                      | 109                      | 8,27       | 13               | 51170      | 51210        |
| Corrobert                                     | 208                      | 14,26      | 15               | 51175      | 51210        |
| Fromentières                                  | 379                      | 8,88       | 43               | 51263      | 51210        |
| Janvilliers                                   | 159                      | 8,74       | 18               | 51304      | 51210        |
| La Villeneuve-lès-Charleville                 | 119                      | 11,17      | 11               | 51626      | 51120        |
| Le Gault-Soigny                               | 503                      | 26,09      | 19               | 51264      | 51210        |
| Le Thoult-Trosnay                             | 105                      | 14,89      | 7                | 51570      | 51210        |
| Le Vézier                                     | 184                      | 12,39      | 15               | 51618      | 51210        |
| Margny                                        | 123                      | 10,53      | 12               | 51350      | 51210        |
| Mécringes                                     | 208                      | 10,68      | 19               | 51359      | 51210        |
| Montmirail                                    | 3.551                    | 48,82      | 73               | 51380      | 51210        |
| Morsains                                      | 149                      | 14,33      | 10               | 51386      | 51210        |
| Rieux                                         | 194                      | 11,56      | 17               | 51460      | 51210        |
| Soizy-aux-Bois                                | 191                      | 7,28       | 26               | 51542      | 51120        |
| Tréfols                                       | 174                      | 14,39      | 12               | 51579      | 51210        |
| Vauchamps                                     | 341                      | 12,88      | 26               | 51596      | 51210        |
| Verdon                                        | 198                      | 11,39      | 17               | 51607      | 51210        |
| Communauté de communes de la Brie Champenoise | 7.533                    | 290,04     | 26               | –          | –            |